# Олденбург, Клас
Клас Олденбург (швед. Claes Oldenburg; 28 января 1929, Стокгольм — 18 июля 2022) — американский скульптор шведского происхождения, классик поп-арта.

## Биография
Сын шведского дипломата, Олденбург с 1936 года жил в США (а в 1953 г. получил американское гражданство). Он жил, главным образом, в Нью-Йорке и Чикаго, в 1946—1950 годах учился в Йельском университете, а затем, до 1954 года, в Институте искусств в Чикаго.
В 1960-е годы Олденбург много выступал с разного рода хэппенингами. Позднее он стал более привержен объектному искусству. Наиболее характерный приём Олденбурга — скульптурное изображение достаточно небольшого и совершенно обыденного предмета в несоразмерно гигантском масштабе, а зачастую также причудливо окрашенного и неожиданно расположенного в пространстве. Изначально носившие провокативный характер, произведения Олденбурга сегодня прочитываются как изящная игра, легко вписывающаяся в урбанистический пейзаж, — поэтому со временем работы Олденбурга активнее задействуются в качестве визуального решения городской среды. Так, вход в рекламное агентство «Chiat\Day» в Лос-Анджелесе выполнен Олденбургом в виде гигантского чёрного бинокля, а в Милане на площади перед железнодорожным вокзалом Кадорна в землю наполовину воткнута гигантская иголка с торчащей из неё яркой красно-жёлто-зелёной ниткой (на противоположной стороне площади имеется другой конец нитки, с узелком). Одно из наиболее известных его произведений в этом стиле — «Колонна-бита» в Чикаго, представляющая собой 30-метровую стальную бейсбольную биту (1977).
В 1989 году Олденбургу была присуждена Премия Вольфа в области искусства, в 1995 году — Премия Рольфа Шока, в 2000 году — Национальная медаль США в области искусств.
Скончался 18 июля 2022 года.

## Семья
С 1977 года был женат на скульпторе Кузи ван Брюгген (1942—2009). Большинство своих работ, начиная с 1977 года, он делал в соавторстве с супругой.

## Галерея

«Игла» перед вокзалом в Милане
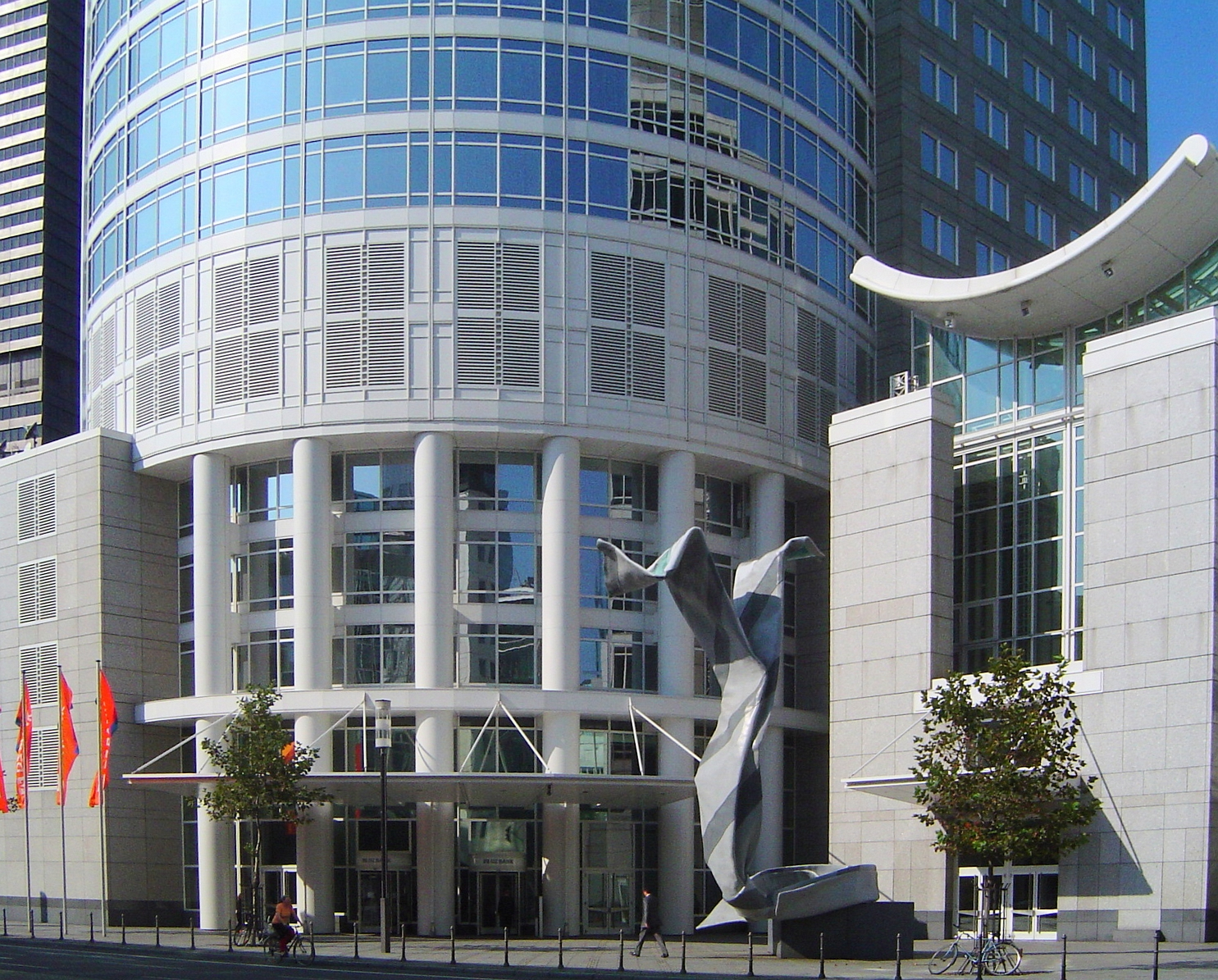
«Перевёрнутый воротничок и галстук[нем.]» перед Westendstraße 1 во Франкфурте-на-Майне
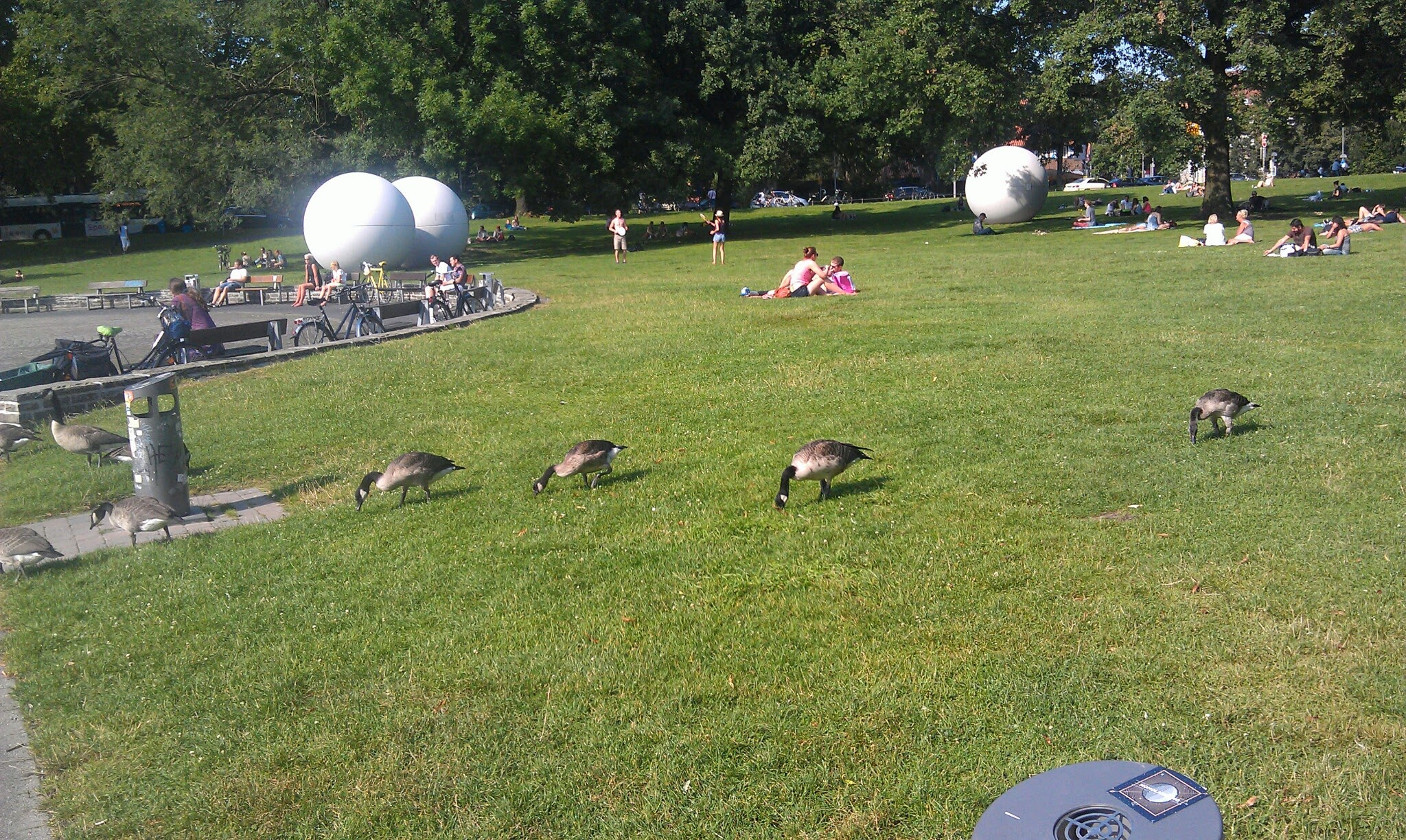
«Бильярдные шары» у озера Аазе в Мюнстере